# 安德鲁·尼克尔森
安德鲁·尼克尔森（英語：Andrew Nicholson，1989年12月8日—）為加拿大男子籃球運動員，現效力於韓國籃球聯賽大邱KOGAS飛馬。
尼克尔森出生於加拿大安大略省密西沙加，高二時開始打籃球，在2012年NBA选秀首輪第19順位獲得奥兰多魔术青睞，之後輾轉效力华盛顿奇才和布鲁克林篮网，2017年9月加盟中国男子篮球职业联赛广东华南虎。2018年8月，尼克尔森轉戰福建鲟。
2019年8月，尼克尔森加入广州龙狮。11月20日，尼克尔森被凯弗·赛克斯頂替。11月25日，广州龙狮註冊尼克尔森頂替马库斯·乔治斯-亨特。2020年9月，尼克尔森表示重返福建鲟。2020年12月，福建鲟官宣尼克尔森加盟球隊。2021年6月，韓國籃球聯賽大邱KOGAS飛馬宣布引進尼克尔森。2022年7月，尼克尔森加入湾区翼龙。2023年10月，尼克尔森在湾区翼龙解散以後，大邱KOGAS飛馬因以賽亞·希克斯跟腱斷裂而延攬尼克尔森入隊。2024年5月，尼克尔森與大邱KOGAS飛馬續約。

## 外部連結
- 安德鲁·尼克尔森在fiba.basketball（英语）
- 安德鲁·尼克尔森在archive.fiba.com（存檔）（英语）
- 安德鲁·尼克尔森在NBA（英语）
- 安德鲁·尼克尔森在中国男子篮球职业联赛
- 安德鲁·尼克尔森在韓國籃球聯賽（英语）
- 安德鲁·尼克尔森在Basketball-Reference.com（NBA）（英语）
- 安德鲁·尼克尔森在Basketball-Reference.com（國際）（英语）
- 安德鲁·尼克尔森在Sports-Reference.com（NCAA）（英语）
- 安德鲁·尼克尔森在Eurobasket.com（球員）（英语）
- 安德鲁·尼克尔森在Proballers（英语）
- 安德鲁·尼克尔森在RealGM（英语）
- 安德鲁·尼克尔森在中国篮球数据库
- 安德鲁·尼克尔森在Flashscore（英语）